# Arnuwanda II
Arnuwanda II was een koning van het Hettitische Rijk (Nieuwe Rijk) circa 1322–1321 v.Chr. Hij volgde zijn vader Suppiluliuma I op, die bezweken was aan de pest, die Egyptische gevangenen van zijn campagne in Kanaän meegebracht hadden naar het Hettitische kerngebied.
Latere Hettitische documenten tonen aan dat Arnuwanda ook besmet was met de pest. Zijn jongere broer Mursili II hielp hem met de voortdurende strijd van de Hettieten met de Kaskas en Arzawa. In één zo'n geval schreven de broers naar Karkiya dat zij asiel moesten verlenen aan Manapa-Tarhunta van de Seha-rivier, die onttroond was in een coup. Dientengevolge was Manapa-Tarhunta in staat terug te keren naar de Seha als heerser. Een aantal jaren later bleek Manapa-Tarhunta echter onbetrouwbaar te zijn.
Arnuwanda stierf uiteindelijk aan de pest en werd opgevolgd door zijn broer, die de troonnaam Mursili II aannam. Terwijl Arnuwanda II reeds lange tijd door Suppiluliuma voorbereid was om hem op te volgen en respect genoot bij de vijanden van de Hettieten, wordt Mursili in de Hettitische documenten beschreven als relatief jong en onervaren ten tijde van zijn onverwachte troonsbestijging.